# Tulipa harazensis
Tulipa harazensis là một loài thực vật có hoa trong họ Liliaceae. Loài này được Rech.f. miêu tả khoa học đầu tiên năm 1990.